# Museu da Volvo
O Museu da Volvo – em sueco: Volvo Museum - é um museu de veículos produzidos pela Volvo, localizado em Arendal, na ilha de Hisingen, na cidade sueca de Gotemburgo.
O museu é uma cooperação entre as empresas Volvo AB e Volvo Cars.

## O espólio do museu
Estão em exibição cerca de 100 exemplares de carros, camiões, autocarros, tratores, motores de barco e de avião, da marca Volvo.

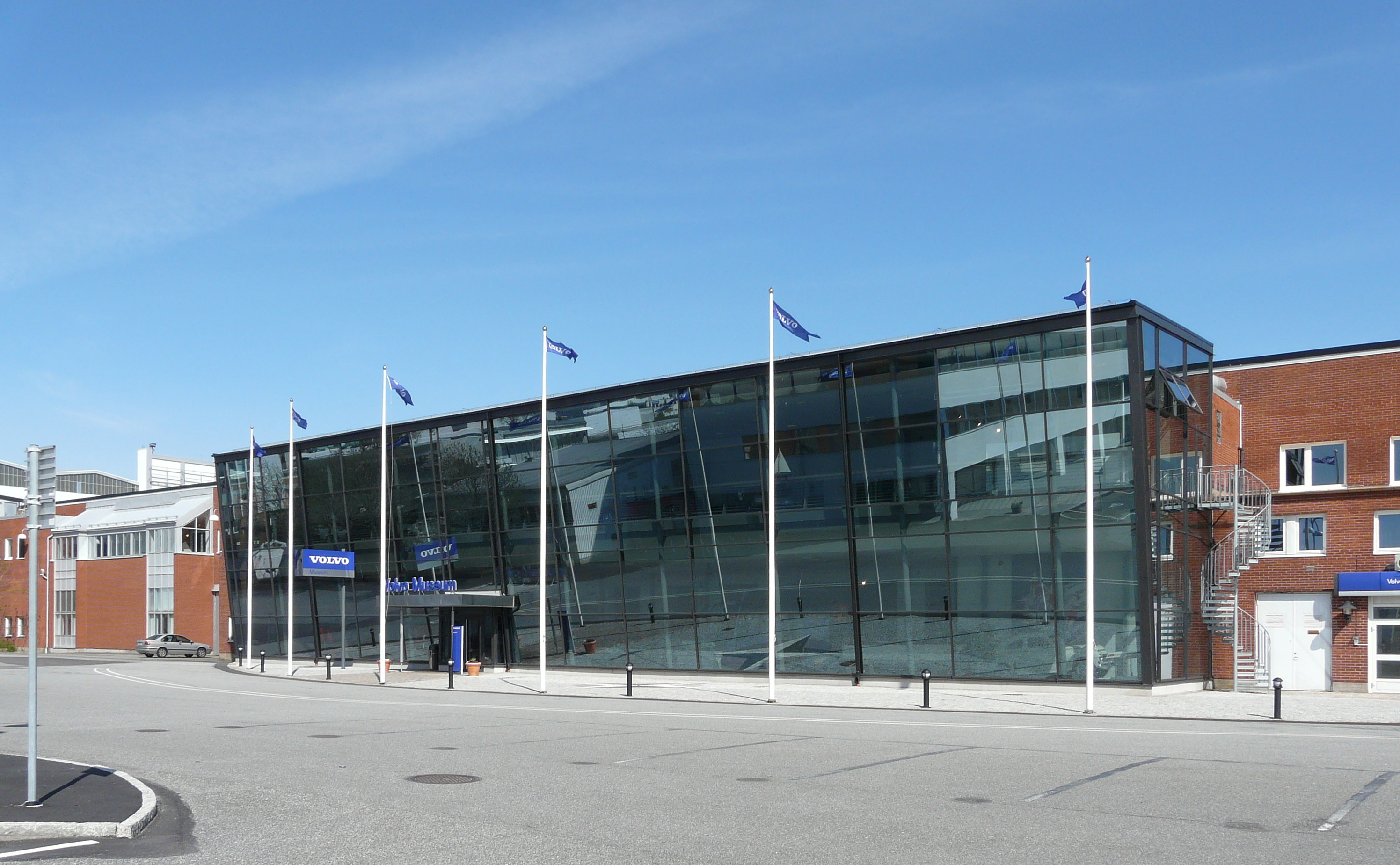
Fachada principal do museu
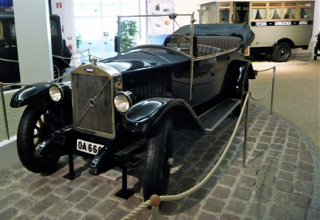
Volvo ÖV 4
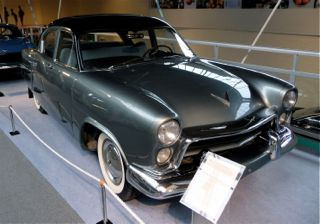
Volvo Philip
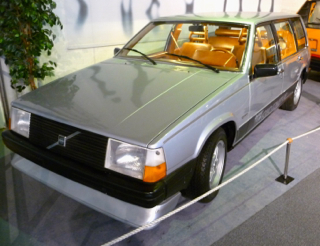
Volvo VCC
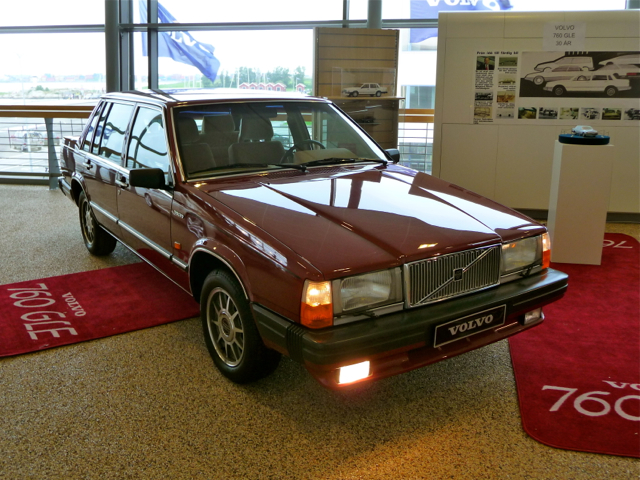
Volvo 760
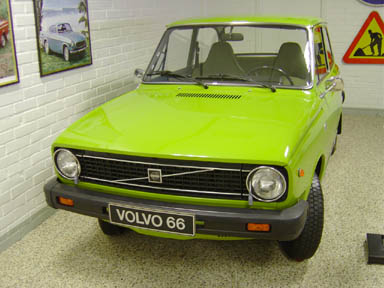
Volvo 66
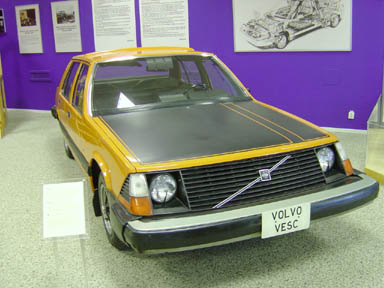
Volvo VESC
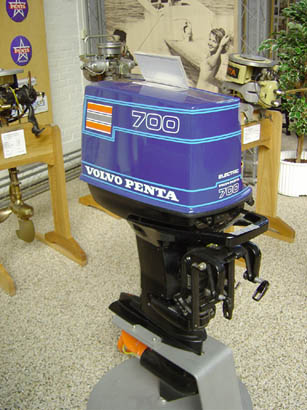
Volvo Penta
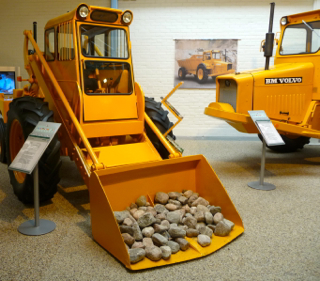
Viatura da Volvo
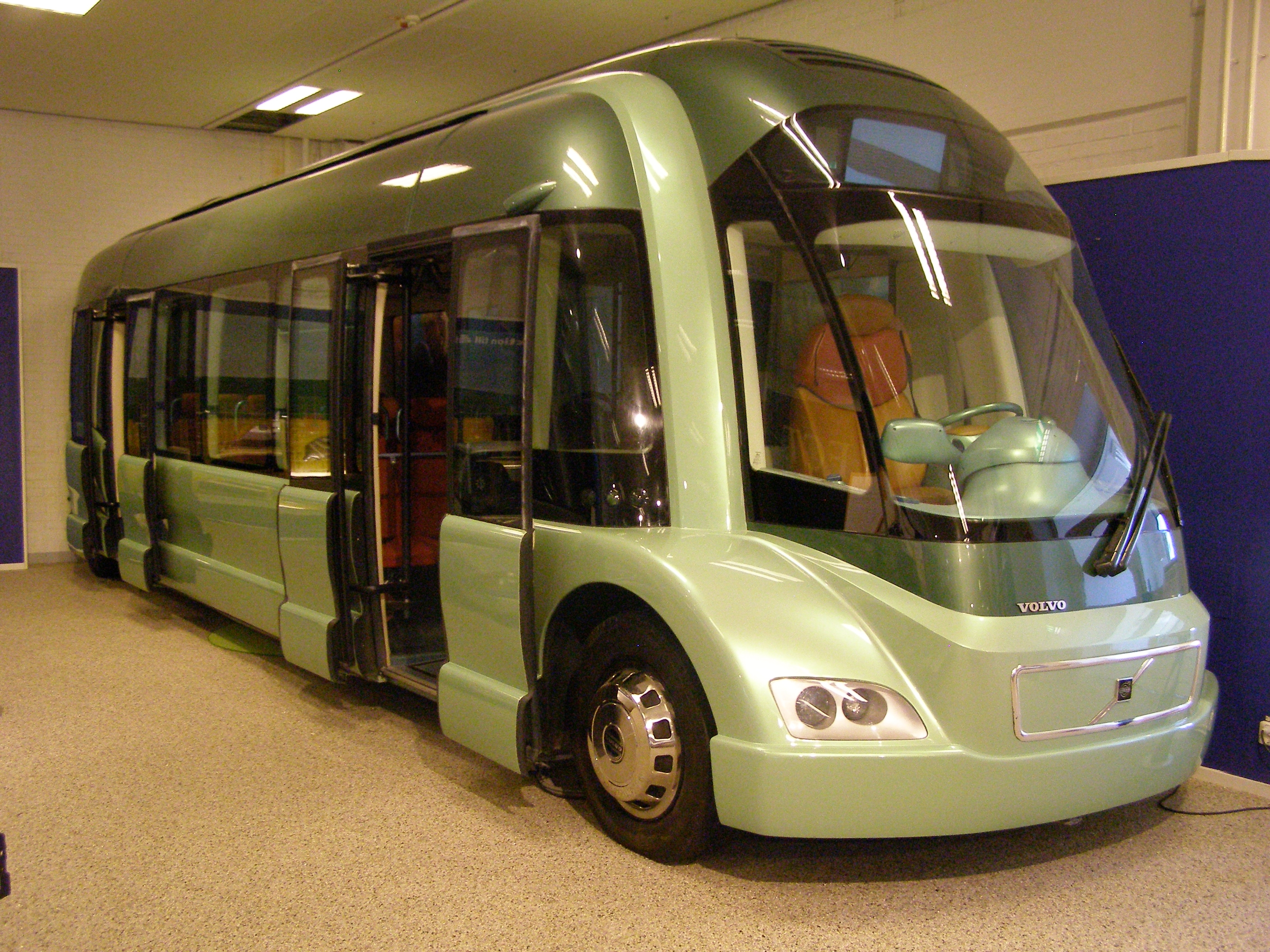
Protótipo experimental de veículo ambiental